# Mostafa Ronaghi
 (novembre 2021).
La mise en forme du texte ne suit pas les recommandations de Wikipédia : il faut le « wikifier ».
Les points d'amélioration suivants sont les cas les plus fréquents. Le détail des points à revoir est peut-être précisé sur la page de discussion.
- Les titres sont pré-formatés par le logiciel. Ils ne sont ni en capitales, ni en gras.
- Le texte ne doit pas être écrit en capitales (les noms de famille non plus), ni en gras, ni en italique, ni en « petit »…
- Le gras n'est utilisé que pour surligner le titre de l'article dans l'introduction, une seule fois.
- L'italique est rarement utilisé : mots en langue étrangère, titres d'œuvres, noms de bateaux, etc.
- Les citations ne sont pas en italique mais en corps de texte normal. Elles sont entourées par des guillemets français : « et ».
- Les listes à puces sont à éviter, des paragraphes rédigés étant largement préférés. Les tableaux sont à réserver à la présentation de données structurées (résultats, etc.).
- Les appels de note de bas de page (petits chiffres en exposant, introduits par l'outil «  Source ») sont à placer entre la fin de phrase et le point final[comme ça].
- Les liens internes (vers d'autres articles de Wikipédia) sont à choisir avec parcimonie. Créez des liens vers des articles approfondissant le sujet. Les termes génériques sans rapport avec le sujet sont à éviter, ainsi que les répétitions de liens vers un même terme.
- Les liens externes sont à placer uniquement dans une section « Liens externes », à la fin de l'article. Ces liens sont à choisir avec parcimonie suivant les règles définies. Si un lien sert de source à l'article, son insertion dans le texte est à faire par les notes de bas de page.
- La présentation des références doit suivre les conventions bibliographiques. Il est recommandé d'utiliser les modèles {{Ouvrage}}, {{Chapitre}}, {{Article}}, {{Lien web}} et/ou {{Bibliographie}}. Le mode d'édition visuel peut mettre en forme automatiquement les références.
- Insérer une infobox (cadre d'informations à droite) n'est pas obligatoire pour parachever la mise en page.

Pour une aide détaillée, merci de consulter Aide:Wikification.
Si vous pensez que ces points ont été résolus, vous pouvez retirer ce bandeau et améliorer la mise en forme d'un autre article.
Pour l’article homonyme, voir Hossein Ronaghi.
Mostafa Ronaghi (en persan : مصطفی رونقی, né en 1968) est un biologiste moléculaire iranien, spécialisé dans la méthodologie de séquençage de l'ADN. Il a obtenu son doctorat de l'Institut royal de technologie de Suède en 1998.
En 2000, il est directeur de la technologie et vice-président d'Illumina. Avant d'occuper ce poste, il était chercheur principal et associé de recherche principal au Stanford Genome Technology Center de l'Université de Stanford, où il se concentrait sur le développement de techniques analytiques pour les diagnostics moléculaires.
Il est chercheur principal pour plusieurs subventions, notamment des subventions du National Human Genome Research Institute (NHGRI), qui fait partie du National Institutes of Health pour le développement du pyroséquençage basé sur des puces.
En 1998, il a décrit avec Pål Nyren et Mathias Uhlen  une variante basée sur des solutions de la technologie de pyroséquençage et a cofondé Pyrosequencing AB (rebaptisé Biotage en 2003). Il a co-inventé le test Molecular Inversion Probe et a cofondé ParAllele BioScience pour développer cette technologie multiplexée pour les tests génétiques. ParAllele a été acquis par Affymetrix en mai 2005. En 2005, il a cofondé NextBio, un moteur de recherche de données sur les sciences de la vie acquis par Illumina en 2013 . Il siège également au conseil d'administration d'IntegenX et d'Aurora Biofuels. En 2008, Ronaghi et Helmy Eltoukhy ont co-fondé Avantome, une société de séquençage d'ADN qui a été acquise par Illumina en juillet 2008 .

## Publications
Parmi ses quelque 50 articles publiés dans des revues évalués par des pairs figurent les publications décrivant les tests de pyroséquençage et de sonde d'inversion moléculaire et d'autres techniques :
- Absalan et Ronaghi, « Molecular inversion probe assay », Methods in Molecular Biology, vol. 396,‎ 2007, p. 315–30 (ISBN 978-1-934115-37-4, PMID 18025701, DOI 10.1007/978-1-59745-515-2_20)
- Hardenbol, Banér, Jain et Nilsson, « Multiplexed genotyping with sequence-tagged molecular inversion probes », Nature Biotechnology, vol. 21, no 6,‎ juin 2003, p. 673–8 (PMID 12730666, DOI 10.1038/nbt821)
- Talasaz, Nemat-Gorgani, Liu et al., « Prediction of protein orientation upon immobilization on biological and nonbiological surfaces », Proceedings of the National Academy of Sciences, vol. 103, no 40,‎ octobre 2006, p. 14773–8 (PMID 17001006, PMCID 1576295, DOI 10.1073/pnas.0605841103, Bibcode 2006PNAS..10314773T)
- Ronaghi, « Pyrosequencing sheds light on DNA sequencing », Genome Research, vol. 11, no 1,‎ janvier 2001, p. 3–11 (PMID 11156611, DOI 10.1101/gr.11.1.3)
- Ronaghi, Uhlén et Nyrén, « A sequencing method based on real-time pyrophosphate », Science, vol. 281, no 5375,‎ juillet 1998, p. 363–365 (PMID 9705713, DOI 10.1126/science.281.5375.363)
- Ronaghi, Karamohamed, Pettersson et Uhlén, « Real-time DNA sequencing using detection of pyrophosphate release », Analytical Biochemistry, vol. 242, no 1,‎ novembre 1996, p. 84–9 (PMID 8923969, DOI 10.1006/abio.1996.0432)

Il détient également une vingtaine de brevets.